# Afdera
Afdera (1295 m n. m.) je v současnosti neaktivní stratovulkán ležící osamoceně na průsečíku třech zlomových systémů mezi masívy Erta Ale, Alajta a Tat Ali v Etiopii. Sopka je budována převážně ryolitickými horninami. Některé zdroje uvádějí erupce Afdery v letech 1907 a 1915, ale analýzy hornin ukazují, že poslední erupce proběhla již v dřívějších dobách. Ve skutečnosti se jednalo nejspíše o erupce vulkánu Alajta ležícího západním směrem. Přesto i sopečná činnost Afdery probíhala poměrně nedávno, což dokazují mladé ryolitové dómy na jižních svazích sopky.

## Galerie

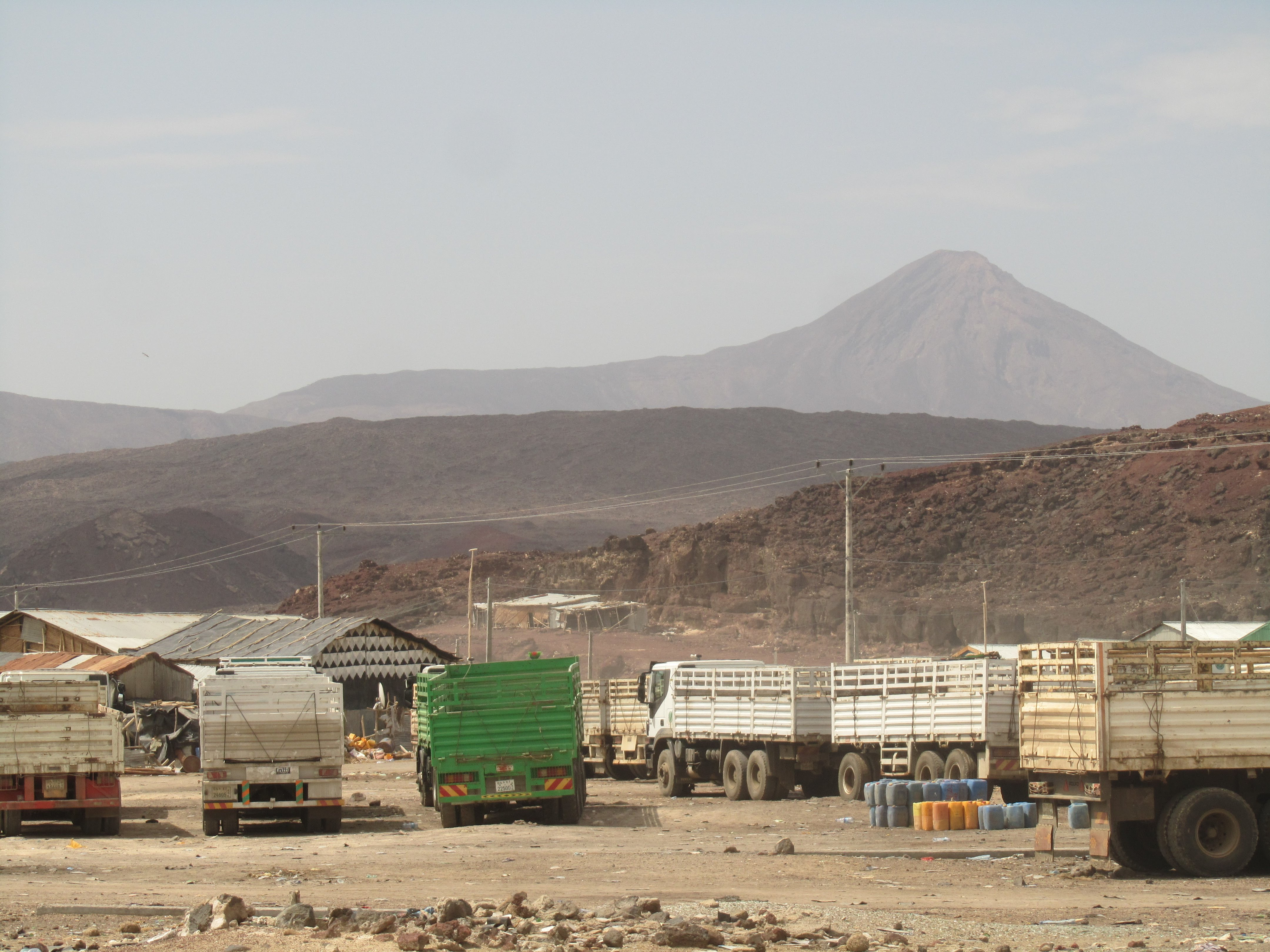
Vulkán Afdera v pozadí nad městečkem těžařů soli na pobřeží jezera Afdera.
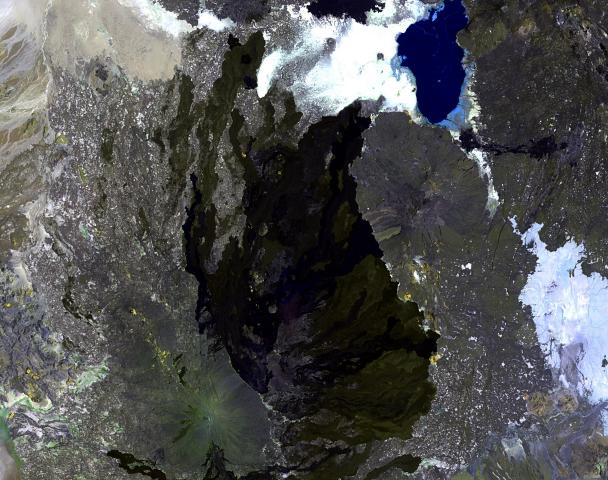
Satelitní snímek oblasti - vulkán Afdera je jižně od jezera a severovýchodně od černých lávových proudů sopky Alajta.